# Zduchovice
Zduchovice (německy Sduchowitz) jsou obec v okrese Příbram ve Středočeském kraji, asi 15 km jihovýchodně od Příbrami. Žije zde 315 obyvatel.

## Historie
První písemná zmínka o obci pochází z roku 1045.

## Obecní správa

### Části obce
- Zduchovice (k. ú. Zduchovice)
- Žebrákov (k. ú. Zduchovice)

Součástí obce je také základní sídelní jednotka Bukovec. K obci patří také Na Pakostě, Na Rybárně, U Dominika, U Šrutů a U Vamberova Mlýna.
Sousedními obcemi sídla jsou Milešov, Solenice, Dolní Hbity, Kamýk nad Vltavou a Krásná Hora nad Vltavou.

### Územněsprávní začlenění
Dějiny územněsprávního začleňování zahrnují období od roku 1850 do současnosti. V chronologickém přehledu je uvedena územně administrativní příslušnost obce v roce, kdy ke změně došlo:
- 1850 země česká, kraj Praha, politický i soudní okres Příbram[4]
- 1855 země česká, kraj Praha, soudní okres Příbram
- 1868 země česká, politický i soudní okres Příbram
- 1939 země česká, Oberlandrat Tábor, politický i soudní okres Příbram[5]
- 1942 země česká, Oberlandrat Praha, politický i soudní okres Příbram[6]
- 1945 země česká, správní i soudní okres Příbram[7]
- 1949 Pražský kraj, okres Příbram[8]
- 1960 Středočeský kraj, okres Příbram
- 2003 Středočeský kraj, okres Příbram, obec s rozšířenou působností Příbram

## Společnost

### Rok 1932
V obci Zduchovice (přísl. Voznice, Žebrákov, 580 obyvatel) byly v roce 1932 evidovány tyto živnosti a obchody: 2 hostince, 2 kováři, 2 krejčí, mlýn, 2 obuvníci, pila, 3 obchody s lahvovým pivem, 5 rolníků, řezník, 2 obchody se smíšeným zbožím, trafika, truhlář, velkostatek.

## Pamětihodnosti
- Socha svatého Jana Nepomuckého se nachází na návsi a je vedená v Seznamu kulturních památek v okrese Příbram.
- Zámek Zduchovice je také vedený v Seznamu kulturních památek v okrese Příbram.
- V obci, nedaleko od zámku, se nachází jezdecký areál.
- U silnice II/118 Kamýk nad Vltavou – Horní Hbity, která vede obcí se nalézá výklenková kaple.
- V obci, u odbočky na Horní Třtí, se nachází drobný kříž na kamenném podstavci. V kulatém štítku je tento nápis: Tento kříž je zde na památku zděné kapličky která byla v odstraněna v 50 letech Bůh s Vámi.

## Doprava

### Dopravní síť
Okolo obce vede silnice II/118 Nové Dvory – Budyně nad Ohří – Slaný – Kladno – Beroun – Zdice – Příbram – Kamýk nad Vltavou – Krásná Hora nad Vltavou – Petrovice. Do obce dále vedou silnice III. třídy. Železniční trať ani stanice či zastávka na území obce nejsou.

### Autobusová doprava 2024
Autobusovou dopravu v obci Zduchovice zajišťuje společnost Arriva Střední Čechy. Obec je součástí Pražské integrované dopravy (PID). V obci se nachází zastávka Zduchovice. 
V Žebrákově se autobusová zastávka nenachází. Obcí vedou dvě autobusové linky: 420 a 500. Linka 420 vede z Prahy ze Smíchovského nádraží a pokračuje dále přes Dobříš, Zduchovice, Kamýk nad Vltavou, Krásnou Horu nad Vltavou až do Milevska. Linka 500 propojuje Příbram s Milínem, Raděticemi, Jablonnou, Horními Hbity, Dolními Hbity, Solenicemi, Zduchovicemi, Kamýkem nad Vltavou, Řadovy, Krásnou Horou nad Vltavou a Petrovicemi.

## Turistika
Obcí vede turistická trasa  Kamýk nad Vltavou – Zduchovice – Solenice.

## Galerie

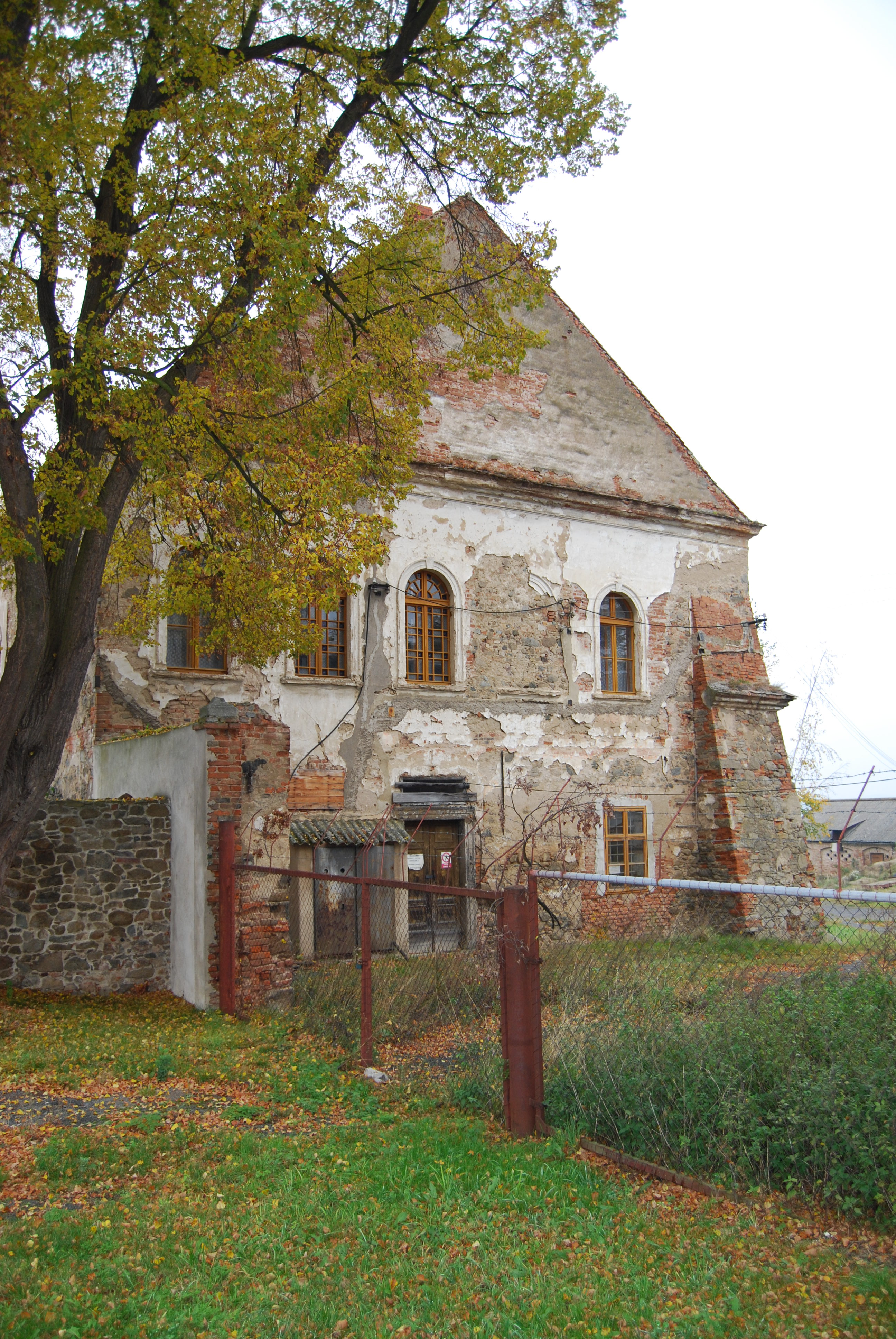
Zámek Zduchovice
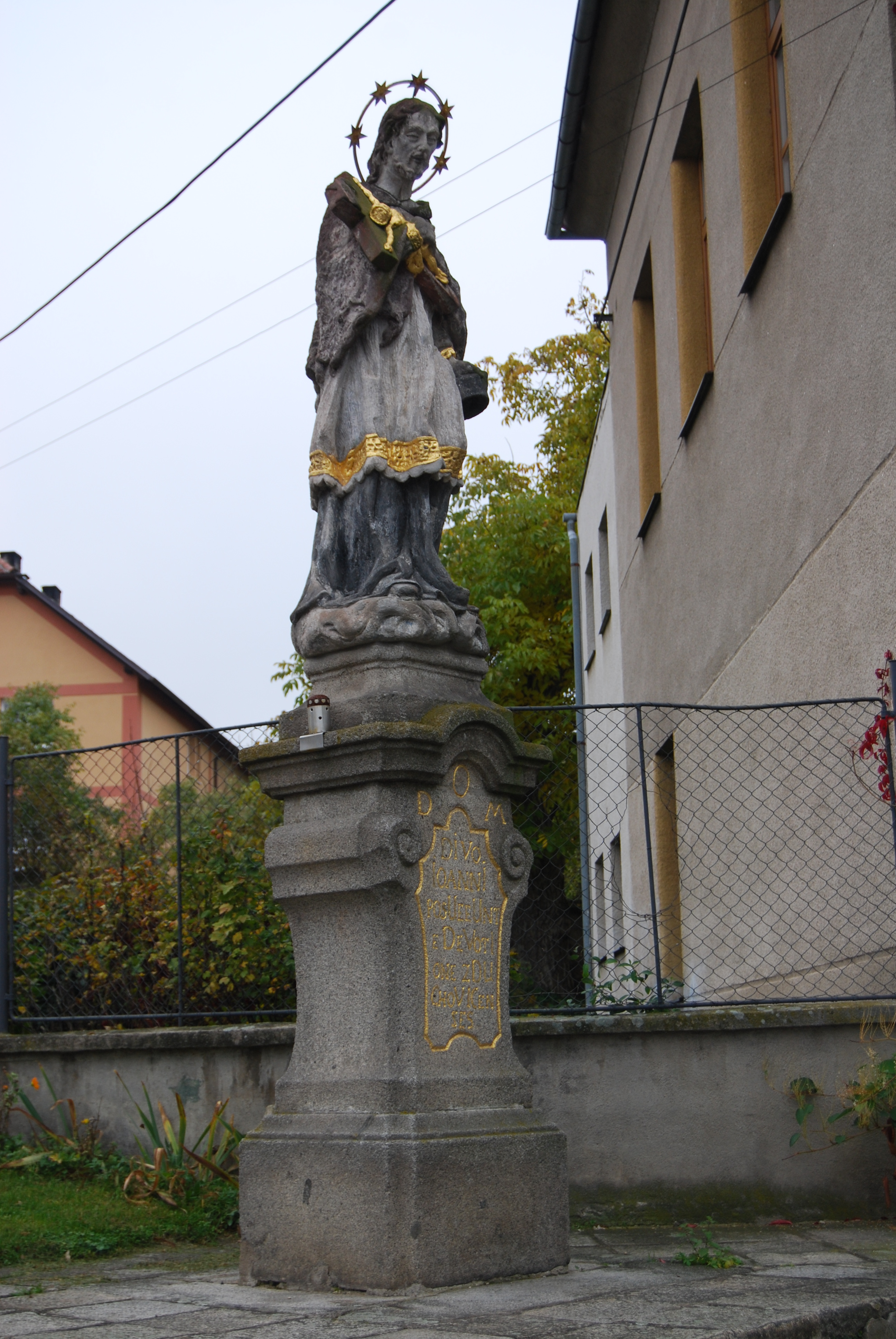
Socha. J. Nepomuckého
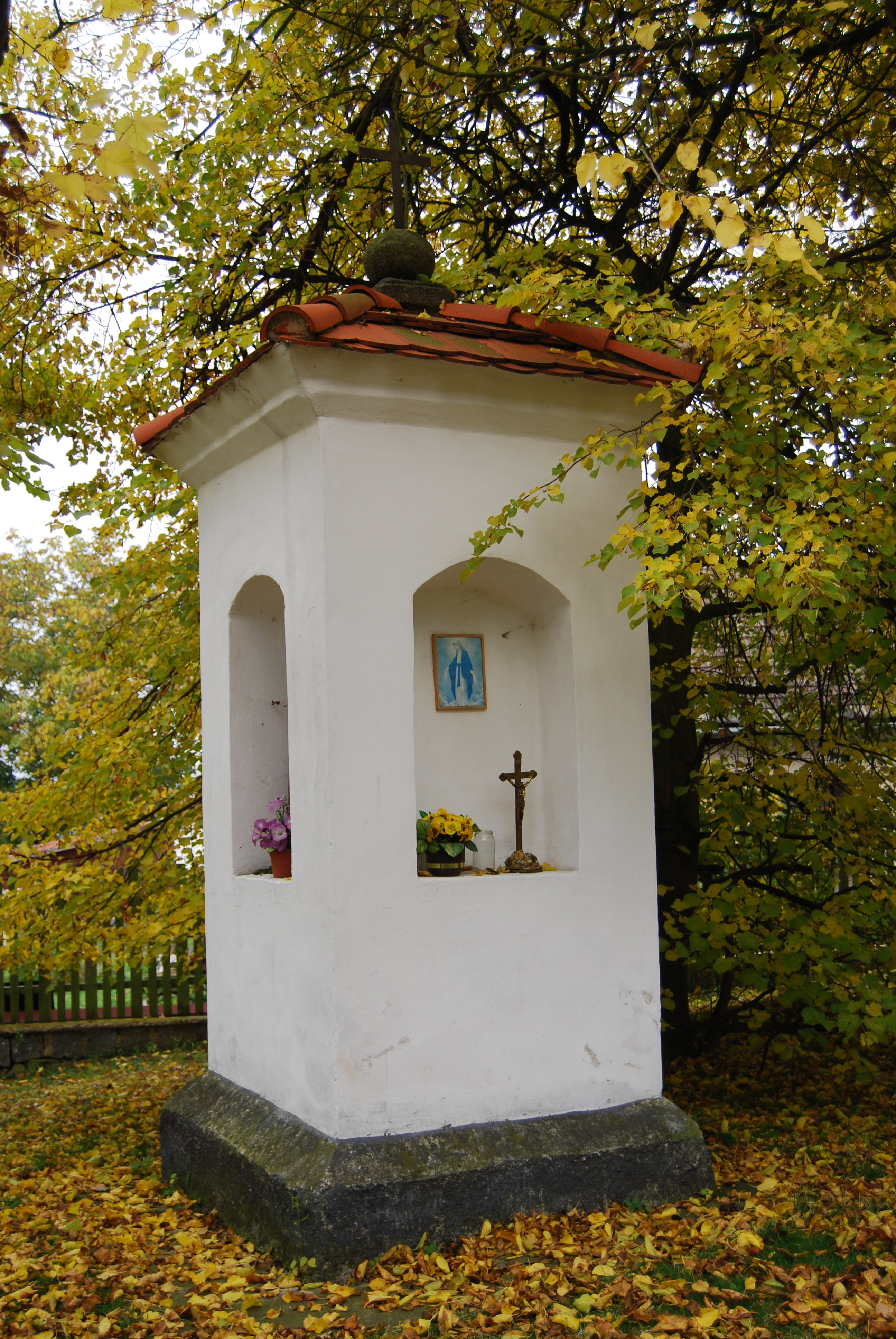
Kaple v obci
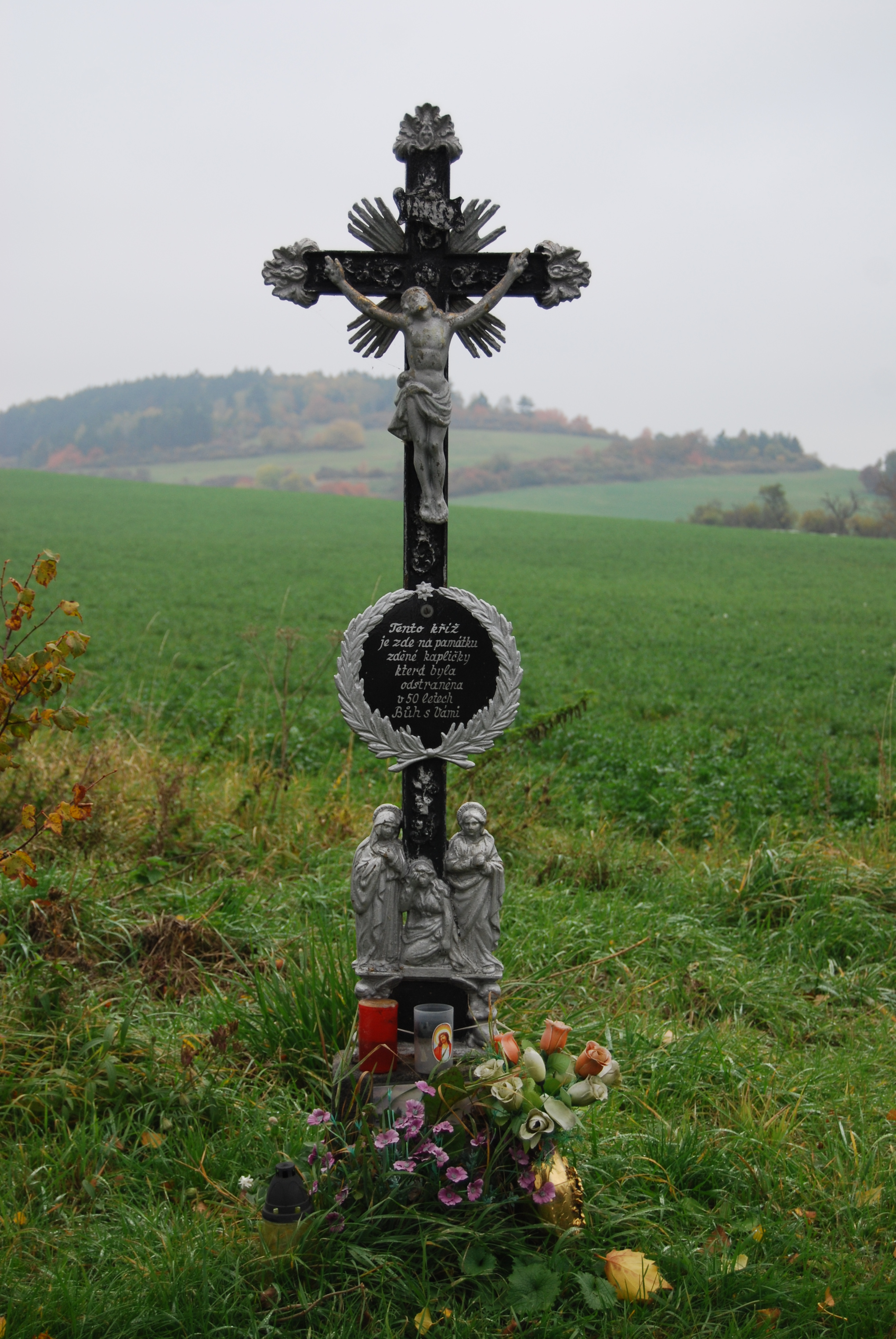
Kříž u odbočky na Třtí